# Dvärghavsmandel
Dvärghavsmandel (Philine denticulata) är en snäckart som först beskrevs av J. Adams 1800. Dvärghavsmandel ingår i släktet Philine och familjen havsmandelsnäckor. Arten är reproducerande i Sverige.